# Laurence Bonvin
Pour les articles homonymes, voir Bonvin.
 (février 2022).
Si vous disposez d'ouvrages ou d'articles de référence ou si vous connaissez des sites web de qualité traitant du thème abordé ici, merci de compléter l'article en donnant les références utiles à sa vérifiabilité et en les liant à la section « Notes et références ».
 (février 2022).
Laurence Bonvin, née en 1967 à Sierre, est une artiste contemporaine et photographe suisse.

## Biographie
Entre 1988 et 1991, elle étudie à École nationale supérieure de la photographie d'Arles
Depuis 2002, elle enseigne la photographie à l'ecal, université d'art et de design, Lausanne. Vit entre Genève et Berlin depuis 2007.
Son travail photographique se concentre autour de territoires et phénomènes péri-urbains, de notions telles que périphérie, étalement urbain, gated communities, banlieue à travers les genres du paysage, du portrait, de scènes quotidiennes et de détails d'architecture. 

## Expositions et publications

### Expositions personnelles (sélection)
- 2010 In Transit, blank projects, Le Cap
- 2010 On The Edges, Centre Photographique d'Île-de-France (CPIF), Pontault-Combault
- 2009 On Location, Museum für Photographie, Brunswick
- 2008 On The Edges Of Paradise, Centre de la Photographie, Genève
- 2007 The Photographers (with Juul Hondius), Platform Garanti, Istanbul
- 2006 It's Not What You See, 10M², Sarajevo, Bosnie-Herzégovine
- 2004 Laurence Bonvin Forum d'art contemporain, Sierre
- 2003 One-Eyed Little Owl, Palais de l'Athénée, Genève
- 2003 Laurence Bonvin photographies, Espace Abstract, Lausanne
- 2002 White Heat, Galerie Skopia, Genève

### Expositions collectives (sélection)
- 2011 Fragments-Urban Realities in South Africa, PhotoForum PasquArt, Bienne
- 2010 Us, Iziko National Art Gallery, Le Cap
- 2010 Madrid Abierto 2010, Madrid
- 2010 Hidden Publics, Kunsthalle Palazzo, Liestal; <Rotor>, Graz
- 2009 Tirana International Contemporary Art Biennial (Part II)", Tirana
- 2008 Zur Gast beim Verlierern, Substitut, Berlin
- 2007 Global Cities, Tate Modern, Londres
- 2007 L'Europe en devenir, Centre culturel suisse, Paris
- 2007 Welt-Bilder 2, Helmhaus, Zurich
- 2007 Les artistes de la collection Cahiers d'Artistes, série VI + VII, Fri-Art, Fribourg
- 2005 Coghuf, Musée des beaux-arts, Le Locle
- 2005 Wednesday Calls the Future, National Art Center, Tbilissi, Géorgie
- 2004 Zoom In, Zoom Out, Fri-Art, Fribourg
- 2004 Interférences, Photographie contemporaine suisse, Aarhus et Copenhague
- 2002 Quoi de 9/11 photographes, Centre pour la Photographie, Genève
- 2002 Meyrin, 4 photographes, Forum Meyrin, Meyrin
- 1997 Welten-Blicke Reportage Fotografie und ihre Medien, Fotomuseum, Winterthour
- 1995 Genève-Bruxelles : aller-retour, CIC Saint-Gervais, Genève; Galerie Contretype, Bruxelles
- 1993 Aus der Romandie, Fotomusuem, Winterthour

### Monographies
- 2010 Ghostown, Madrid Abierto 2010, Madrid
- 2009 Freizeit, Atelier Schönhauser Berlin, Genève
- 2008 On The Edges Of Paradise, edition fink, Zurich
- 2007 Cahier d'artiste, Laurence Bonvin, Pro Helvetia / edizione Periferia, Lucerne

### Prix
- 2009 Prix 35+, Fonds municipal d'art contemporain de Genève
- 2009 Résidence en Afrique du Sud, Pro Helvetia
- 2008 Résidence aux Recollets à Paris, Centre Photographique d'Île-de-France, (CPIF)
- 2007 Atelier Schönhauser à Berlin du Département de l'instruction publique de Genève.
- 2006 Swiss Art Award, Bâle
- 2005 Bourse d'aide à la création du département des affaires culturelles du canton de Genève
- 2003 Bourse d'aide à la création du département des affaires culturelles du canton de Genève
- 2002 Swiss Art Award, Bâle
- 2001 Prix d'encouragement de la Fondation Vordemberge-Gildewart, Neuchâtel

## Sources
- Site personnel